# وست لیک ویلیج (کالیفرنیا)
وست لیک ویلیج (به انگلیسی: Westlake Village) شهری در شهرستان لس‌آنجلس، کالیفرنیا ایالت کالیفرنیا است که در سرشماری سال ۲۰۱۰ میلادی، ۸۲۷۰ نفر جمعیت داشته است.